# 1967–1968-as olasz labdarúgókupa
Az 1967–1968-as olasz labdarúgókupa az olasz kupa 21. kiírása. A kupát a Torino nyerte meg harmadszor.

## Eredmények

### Serie A

#### Első forduló
| 1. csapat         | Eredmény  | 2. csapat |
| ----------------- | --------- | --------- |
| Milan             | 2–0       | Cagliari  |
| Torino            | 1–0       | Sampdoria |
| Fiorentina        | 4–1       | Roma      |
| Internazionale    | 4–2       | Brescia   |
| Juventus          | 0–0 (hu.) | Varese1   |
| Lanerossi Vicenza | 1–2       | Atalanta  |
| Mantova           | 0–4       | Bologna   |
| Napoli            | 4–1       | SPAL      |

#### Második forduló
| 1. csapat      | Eredmény       | 2. csapat  |
| -------------- | -------------- | ---------- |
| Milan          | 1–1 (Te.: 5-3) | Varese     |
| Torino         | 1–0            | Napoli     |
| Bologna        | 2–1            | Fiorentina |
| Internazionale | 4–1            | Atalanta   |

1A Varese sorsolással jutott tovább.

### Serie B

#### Első forduló
| 1. csapat | Eredmény  | 2. csapat |
| --------- | --------- | --------- |
| Venezia   | 3–1       | Padova    |
| Bari      | 1–0       | Genoa     |
| Verona    | 1–0       | Lecco     |
| Lazio1    | 0–0 (hu.) | Perugia   |
| Modena    | 3–2 (hu.) | Reggiana  |
| Monza     | 4–2       | Novara    |
| Potenza   | 3–2       | Messina   |
| Palermo   | 1–0       | Foggia    |

1A Lazio sorsolással jutott tovább.

#### Második forduló
A fordulóban csatlakozó csapatok: Catania, Catanzaro, Livorno, Reggina, Pisa.
A fordulóban nem részt vevő csapatok: Modena, Palermo, Venezia.
| 1. csapat | Eredmény  | 2. csapat |
| --------- | --------- | --------- |
| Bari      | 3–2 (hu.) | Catania   |
| Catanzaro | 2–1 (hu.) | Potenza   |
| Monza     | 0–1       | Livorno   |
| Reggina   | 1–0       | Lazio     |
| Pisa      | 1–0       | Verona    |

#### Harmadik forduló
A fordulóban csatlakozó csapatok: Modena, Palermo, Venezia.
| 1. csapat | Eredmény  | 2. csapat |
| --------- | --------- | --------- |
| Bari      | 2–0       | Livorno   |
| Catanzaro | 2–0       | Palermo   |
| Reggina   | 1–0 (hu.) | Venezia   |
| Pisa      | 1–0       | Modena    |

### Negyeddöntő
A Serie A és a Serie B 4-4 továbbjutóját sorsolták össze.
| 1. csapat | Eredmény | 2. csapat      | 1. mérk. | 2. mérk. |
| --------- | -------- | -------------- | -------- | -------- |
| Bari      | 2–5      | Milan          | 1–1      | 1–4      |
| Catanzaro | 0–2      | Torino         | 0–0      | 0–2      |
| Reggina   | 2–7      | Bologna        | 2–3      | 0–4      |
| Pisa      | 1–2      | Internazionale | 1–1      | 0–1      |

### Csoportdöntő
| Csapat         | M | GY | D | V | Rg–Kg | GA | P |
| -------------- | - | -- | - | - | ----- | -- | - |
| Torino         | 6 | 3  | 3 | 0 | 9–2   | +7 | 9 |
| Milan          | 6 | 2  | 3 | 1 | 8–6   | +2 | 7 |
| Internazionale | 6 | 1  | 2 | 3 | 7–10  | -3 | 4 |
| Bologna        | 6 | 1  | 2 | 3 | 7–13  | -6 | 4 |

1. forduló
| Internazionale | 3–3 | Bologna |
| Torino         | 0–0 | Milan   |

2. forduló
| Bologna        | 1–1 | Torino |
| Internazionale | 0–0 | Milan  |

3. forduló
| Milan  | 2–1 | Bologna        |
| Torino | 1–0 | Internazionale |

4. forduló
| Bologna | 0–2 | Internazionale |
| Milan   | 1–1 | Torino         |

5. forduló
| Milan  | 4–2 | Internazionale |
| Torino | 4–0 | Bologna        |

6. forduló
| Bologna        | 2–1 | Milan  |
| Internazionale | 0–2 | Torino |

| Az 1967–1968-as olasz labdarúgókupa győztese: |
| --------------------------------------------- |
| Torino 3. cím                                 |